# Four Corners (région des États-Unis)
Pour les articles homonymes, voir Four Corners.
Les Four Corners (« quatre coins » en français) sont une région géographique et culturelle des États-Unis formée autour du Four Corners Monument par le nord-est de l'Arizona, le sud-ouest du Colorado, le nord-ouest du Nouveau-Mexique et le sud-est de l'Utah.

## Four Corners Monument
Il marque l'unique quadripoint du territoire des États-Unis où quatre États convergent : Arizona, Colorado, Nouveau-Mexique et Utah.
Du fait de la définition des frontières des quatre États précédemment nommés, cette rencontre a lieu près de l'intersection entre le 37e parallèle nord et le 109e méridien ouest.
Les Four Corners sont situés dans une région désertique, sur le plateau du Colorado. Les parties de l'Arizona, du Nouveau-Mexique et de l'Utah sont situées dans la réserve indienne navajo, tandis que celle du Colorado est dans une réserve ute.

### Monument

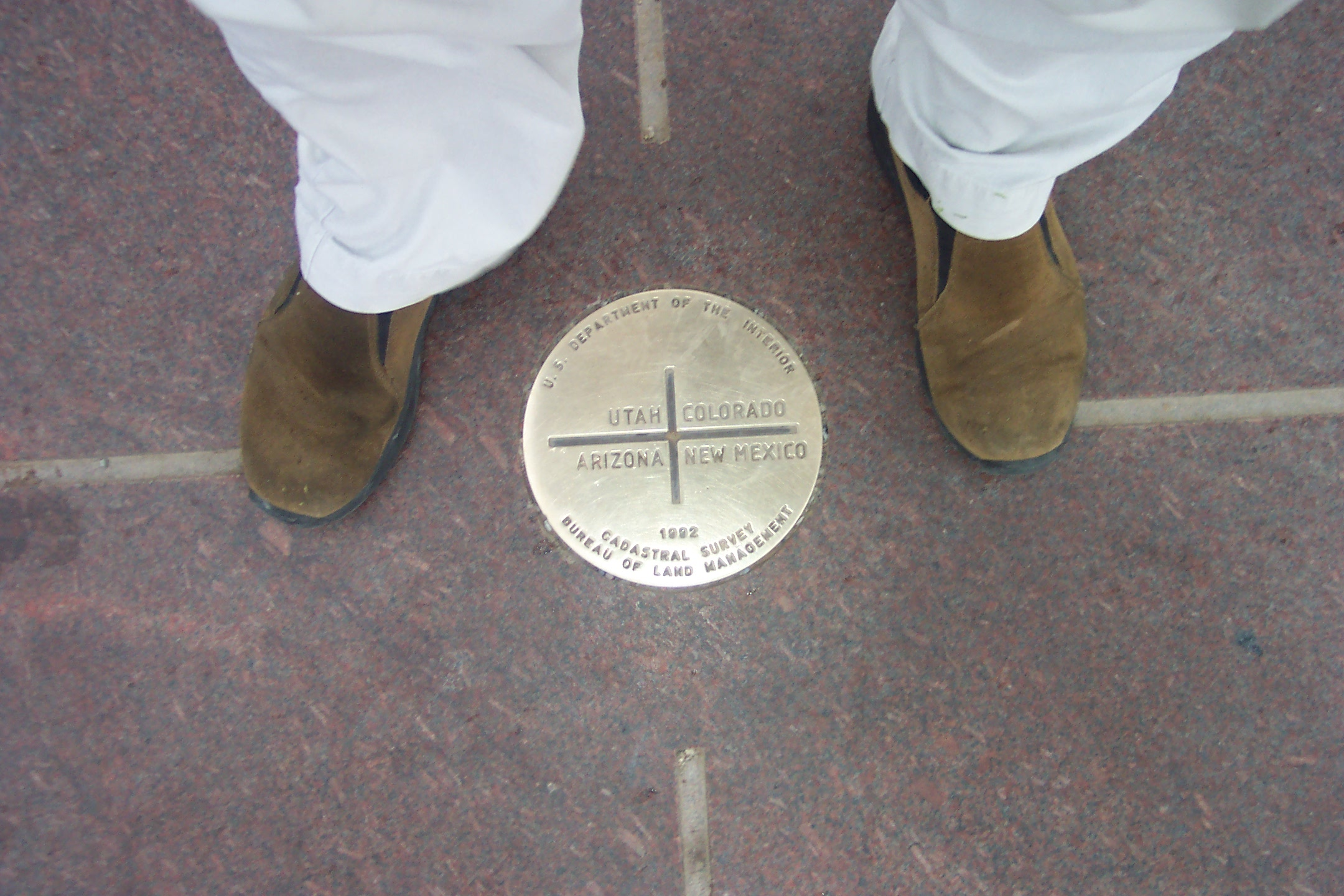
Se tenir en même temps dans les quatre États est une action particulièrement populaire sur le site.

Le quadripoint des Four Corners est indiqué par le Four Corners Monument. L'endroit est géré par le Navajo Nation Department of Parks and Recreation (département des parcs et des loisirs de la Nation navajo) et est une attraction touristique populaire, malgré son isolement.
Le premier marqueur permanent fut installé en 1912. Il a été remplacé en 1992 par un disque de bronze placé au centre d'une dalle de granite ; des sceaux et des drapeaux des quatre États entourent le marqueur.

### Culture populaire
- Les Four Corners sont évoqués indirectement, par l'intermédiaire des « cinq coins », dans l'épisode Itchy et Scratchy Land, mais aussi dans Mon voisin le Bob de la série télévisée Les Simpson.
- Ils apparaissent aussi dans l'épisode 6 de la saison 4 de Breaking Bad, nommé Cornered.
- Les Fours Corners sont un des lieux où le couple principal s'apprête à faire l'amour avant d'être arrêté dans leur élan par quatre policiers des quatre États dans le film Vive les vacances de John Francis Daley avec Ed Helms et Christina Applegate.
- Ils sont évoqués dans l'épisode 6 de la saison 6 de la série télévisée American Dad!.